# براونسدورف

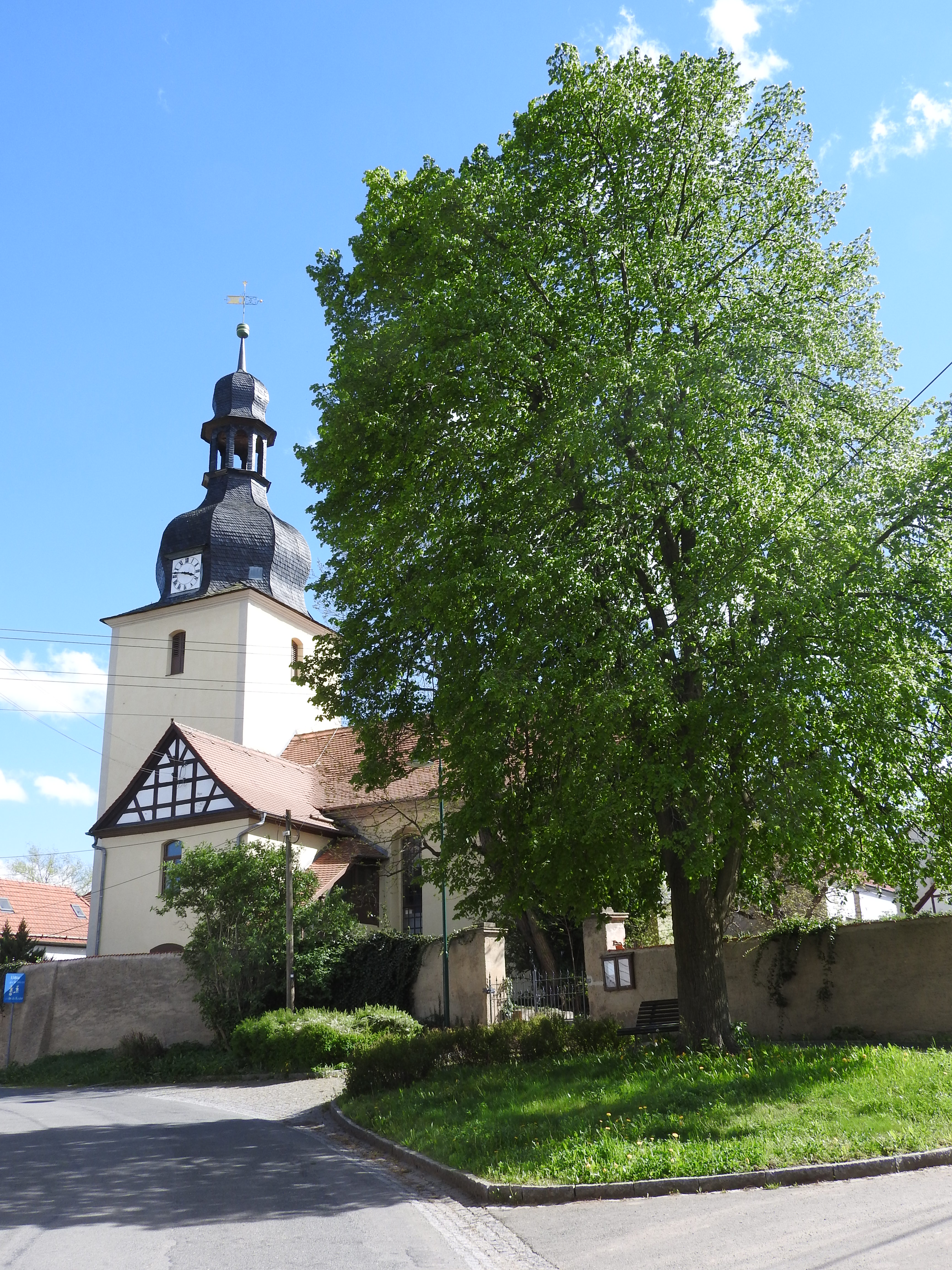
براونسدورف

براونسدورف (به آلمانی: Braunsdorf) یک منطقهٔ مسکونی در آلمان است که در اوما-وایداتال واقع شده‌است. براونسدورف ۲۳۰ نفر جمعیت دارد.